# (20555) Jennings
(20555) Jennings (1999 RC115) – planetoida z pasa głównego asteroid okrążająca Słońce w ciągu 3,7 lat w średniej odległości 2,39 j.a. Odkryta 9 września 1999 roku.